# Jette Andersen (fodboldspiller)
Jette Andersen (født 8. juni 1959) er en dansk tidligere fodboldspiller, der spillede som midtbanespiller for Fortuna Hjørring i Elitedivisionen samt på det danske landshold. Hun nåede desuden at spille 348 kampe for klubben.
Hun var bestyrelseformand for hendes tidligere klub Fortuna Hjørring i hele 29 år, fra 1990 frem til marts 2019, hvor hun valgte at stoppe for at koncentrere sig mere om fodboldturneringen Dana Cup. Hun modtog i maj 2015, DBU's Sølvnål, der gives til en der har gjort sig særligt fortjent ved deres arbejde for fodbolden i en klub under DBU, DBU’s lokalunioner, Divisionsforeningen og Kvindedivisionsforeningen i samlet minimum 25 år.